# Вебер Сити (Вирџинија)
Вебер Сити (енгл. Weber City) град је у америчкој савезној држави Вирџинија. По попису становништва из 2010. у њему је живело 1.327 становника.

## Демографија
Према попису становништва из 2010. у граду је живело 1.327 становника, што је 6 (0,5%) становника мање него 2000. године.
| Група             | 2000.         | 2010.         |
| Белци             | 1.310 (98,3%) | 1.283 (96,7%) |
| Афроамериканци    | 12 (0,9%)     | 14 (1,1%)     |
| Азијати           | 0 (0,0%)      | 7 (0,5%)      |
| Хиспаноамериканци | 4 (0,3%)      | 13 (1,0%)     |
| Укупно            | 1.333         | 1.327         |